# New Buffalo, Michigan
New Buffalo är en ort i Berrien County i Michigan. Vid 2020 års folkräkning hade New Buffalo 1 708 invånare.